# Kurjer Warszawski
«Курьер варшавский» (пол. Kurjer Warszawski) — польская ежедневная газета, выходившая в Варшаве с 1821 по 1939 год.

## История
Основателем и первым редактором газеты был Бруно Кицинский.
Газета была основным средством печатной информация Варшавы, первоначальный тираж составлял около 2000 экземпляров, что учитывая численность населения города (120 000 чел.) и грамотность в первой четверти XIX века был очень значительным.
Популярность «Курьера варшавского» неуклонно росла, так как редакция прилагала усилия для поддержания объективности в информационной политике.
«Курьер варшавский» часто упоминается как таблоид (в современном смысле этого слова), первоначально стремившийся найти подход к каждому читателю. Во второй половине XIX века был газетой для буржуазии, со временем приобрел широкую популярность у государственных служащих и интеллигенции столицы, в том числе, за счет многочисленных объявлений. Газета была одной из наиболее часто читаемых средств массовой информации Варшавы. Писатель, лауреат Нобелевской премии по литературе 1924 года Владислав Реймонт однажды сказал, что «без ночного горшка и „Курьера варшавского“ я не могу заснуть.»
В разные годы с газетой сотрудничали видные деятели культуры, среди них, Болеслав Прус, К. Пшерва-Тетмайер, В. Богуславский, С. Богуславский, Е. Шанявский, С. Войцеховский, Л. А. Дмушевский, 
С. Кеджиньский и др.
В межвоенный период (1920—1939) ежедневный тираж газеты достигал 40-50 тысяч экземпляров.
«Курьер варшавский» выходил непрерывно в течение 118 лет. Прекратил существование в день оккупации Варшавы немецкими войсками 9 октября 1939 года. Во время оккупации, осуществлялись попытки продолжить выпуск традиционной газеты, и издавался профашистский «Новый Курьер варшавский».
В 2006 году, стал печататься новый ежемесячный журнал с одноименным названием «Курьер Варшавский», посвященный вопросам Варшавы.